# Total Divas
Total Divas war eine US-amerikanische Reality-TV-Serie, die vom 28. Juli 2013 bis zum 10. Dezember 2019 auf dem amerikanischen Sender E! ausgestrahlt wurde. Im Mai 2013 wurde angekündigt, dass durch die Zusammenarbeit mit E!, Total Divas gab den Zuschauern einen Einblick in das Leben von sieben WWE Divas – Brie und Nikki Bella, Natalya, Cameron, Naomi, Eva Marie und Jo-Jo Offerman – von ihrer Arbeit in der WWE bis hin zu ihrem persönlichen Leben. Backstageaufnahmen der WWE Divas sind ebenfalls ein Teil der Show. Die Hochzeitsfeier von Natalya und Tyson Kidd ist ebenso in der Sendung enthalten.
Im Gegensatz zu anderen WWE Shows, benutzten die Darsteller größtenteils ihre echten Namen anstelle ihrer Ringnamen. So zum Beispiel: Cameron, Naomi, Natalya, Jimmy Uso und Daniel Bryan, mit ihren realen Namen: Ariane, Trinity, Nattie, Jon und Bryan Danielson. Einzig Brodus Clay (echter Name George Murdoch) wird auch in der Show als Brodus bezeichnet.

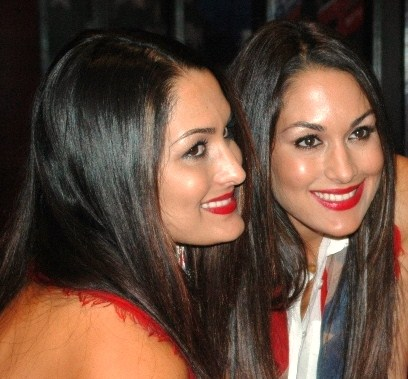
Brie und Nikki Bella 2011
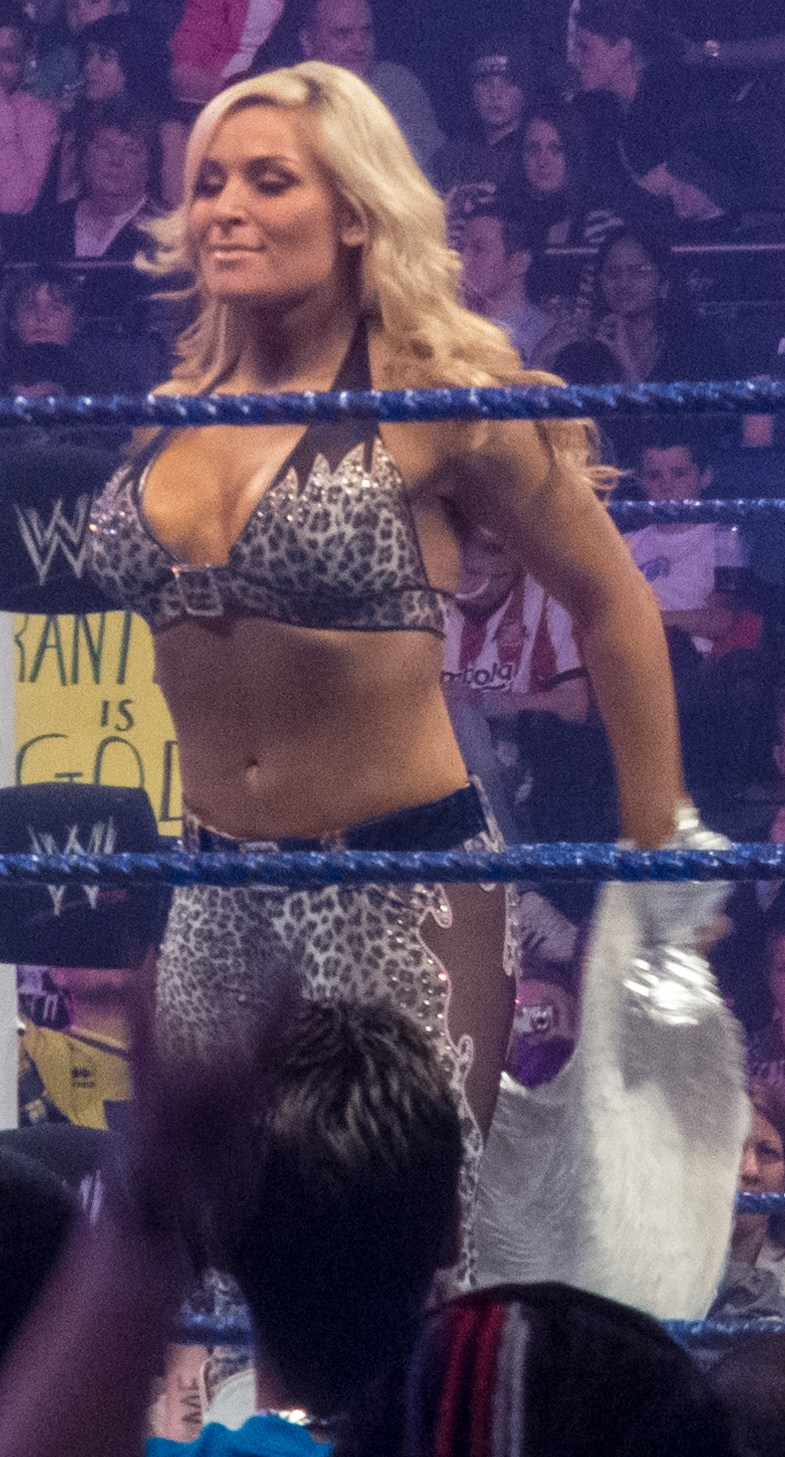
Natalya bei SmackDown im April 2012

| Ringname (realer Name)                      | 1    | 2    | 3    | 4 |
| ------------------------------------------- | ---- | ---- | ---- | - |
| Brie Bella (Brianna Monique Danielson)      |      |      |      |   |
| Eva Marie (Natalie Marie Coyle)             |      |      |      |   |
| Naomi (Trinity Fatu)                        |      |      |      |   |
| Natalya (Natalie Katherine Neidhart-Wilson) |      |      |      |   |
| Nikki Bella (Nicole Garcia-Colace)          |      |      |      |   |
| Alicia Fox (Victoria Elizabeth Crawford)    | Gast | Gast |      |   |
| Paige (Saraya-Jade Bevis)                   |      |      |      |   |
| Cameron (Ariane Nicole Andrew)              |      |      |      |   |
| JoJo (Joseann Alexie Offerman)              |      |      | Gast |   |
| Summer Rae (Danielle Moinet)                |      |      |      |   |
| Rosa Mendez (Milena Leticia Roucka)         |      | Gast |      |   |

| Ringname (realer Name)               | 1    | 2    | 3    | 4 |
| ------------------------------------ | ---- | ---- | ---- | - |
| Daniel Bryan (Bryan Lloyd Danielson) |      |      |      |   |
| John Cena (John Felix Anthony Cena)  |      |      |      |   |
| Jonathan Coyle                       |      |      |      |   |
| Tyson Kidd (Theodore James Wilson)   |      |      |      |   |
| Jimmy Uso (Jonathan Solofa Fatu)     |      |      | Gast |   |
| Mark Carrano                         |      |      |      |   |
| Vincent Isayan                       |      |      |      |   |
| Sandra Gray                          |      |      | Gast |   |
| Jane Geddes                          |      | Gast | Gast |   |
| Kathy Colace                         | Gast | Gast |      |   |
| JJ Garcia                            |      | Gast |      |   |